# ألكسيس منديز
ألكسيس منديز (بالإسبانية: Alexis Méndez) هو دراج فنزويلي، ولد في 23 أكتوبر 1969 في تاريبا، فنزويلا ‏ في فنزويلا.

## وصلات خارجية
- ألكسيس منديز على موقع أرشيف الدراجات (الإنجليزية)
- ألكسيس منديز على موقع أوليمبيديا (الإنجليزية)